# ارتكاب فعل ضار
ارتكاب فعل ضار في القانون (بالإنجليزية:malfeasance أو misfeasance) هو عمل معرف قانونيا وهو قيام فرد بعمل ليس له حق في القيام به. بالنسبة للعقود والتعهدات هوارتكاب فعل منافيا للعقد، أو القيام بعمل يحق أن يقوم به طبقا للعقد، ولكنه قام بإجرائه أو تنفيذه بطريقة مخالفة. كما تعني الكلمة الإنجليزية : nonfeasance تقصير الشخص في القيام بالتزام عليه منصوص عليه في العقد.

## أمثلة من القانون الإنجليزي
إذا تعاقدت شركة مع مطعم لتوريد طعام وشراب، فإذا لم يرسل المطعم أي شيء فهذا يعتبر طبقا للقانون الإنجليزي nonfeasance. وإذا قام المطعم بتوريد الشرب فقط ولم يورد الطعام فهذا يسمى misfeasance، أي إخلال بالعقد. أما إذا قبل المطعم رشوة من أحد منافسى الشركة لخلط الأكل بمواد تسبب سوء الهضم للآكلين فإن ذلك التصرف يعتبر malfeasance.

## اقرأ أيضاً
- عقد
- تأمين
- تأمين على ممتلكات
- تأمين على الحياة
- تعويضات البطالة
- قوة قاهرة